# Bobby Nardella
Robert Virgil Nardella III, född 22 april 1996 i Rosemont, Illinois, är en amerikansk professionell ishockeyspelare som spelar för HV71 i SHL.

## Klubbar
- Hershey Bears (2019–2023)
- →  Djurgårdens IF (lån 2020–2021)
- HV71 (2023–)